# Tour de Belle-Île
Le Tour de Belle-Île est une régate dont la première édition a été créée vers les années 1950. En 2008, la société EOL organise une réédition au XXIe siècle. Irrégulièrement courue, la 13e réédition a eu lieu en mai 2025.

## Historique
Lors de l'édition 1954 Guy et Eric Tabarly participeront en tant qu'équipiers à bord de Danycan, sloop bermudien de 1949 qui terminera 2e derrière Corrida appartenant à Monsieur Le Bec.
En 2008, la société EOL organise une première réédition au 21e siècle. Cette course-croisière est désormais ouverte aux voiliers mesurant plus de 6 mètres.
En 2016 la course est annulée, initialement prévue comme chaque année depuis 2008 le weekend du 8 mai, elle est déprogrammée au profit de l'Armen Race et se voit reprogrammée le 17 septembre 2016. Certains partenaires ne renouvellent pas leur soutien à l'organisation pour une course au mois de septembre, et les organisateurs décident de l'annuler pour se concentrer sur l'édition 2017.
L'édition 2020 est reportée en 2021, 2022 puis en 2023 pour cause de crise sanitaire et autres aléas.
En mai 2024, le Tour de Belle-Île fait son retour, désormais organisée par OC Sport Pen Duick, la filiale chargée des événements de voile du groupe Télégramme.

## Parcours

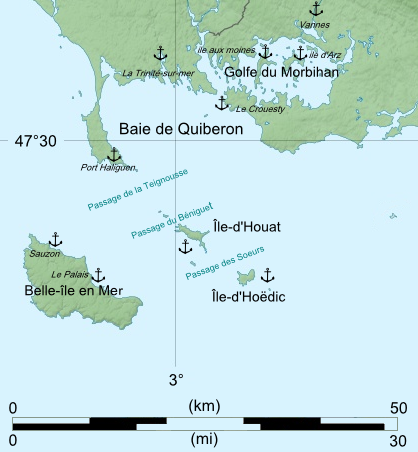
Belle-Île-en-mer au sud de la Baie de Quiberon

En 2011, le parcours de l'événement est modifié avec l'obligation d'emprunter le chenal de la Teignouse à l'aller comme au retour ; la nidification d'espèces protégées dans le cadre de Natura 2000 ne permettant pas l'emprunt du passage du Béniguet.
Comme le veut la tradition depuis 2012, deux parcours sont proposés :
- le « Grand tour » (42 milles nautiques), parcours habituel de la manifestation (tour de Belle-Île-en-Mer dans le sens anti-horaire), ouvert aux voiliers équipés pour la navigation semi-hauturière. Il commence en milieu de baie de Quiberon, consiste à laisser Belle-Île à bâbord et à revenir couper la ligne de départ.
- le « P'tit tour » (39 milles nautiques), consistant en un parcours côtier à la côte Nord-Est de Belle-Île-en-Mer, ouvert aux voiliers équipés pour la navigation côtière. Les bateaux contournent ainsi la cardinale Nord Les Poulains en la laissant à bâbord, puis longent Belle-Île en la laissant à tribord, en passant donc devant Sauzon et Le Palais. Puis ils contournent et laissent la cardinale Les Galères à bâbord, avant de revenir vers le chenal de La Teignouse.

## Manifestations autour de la régate
Durant la manifestation, qui se déroule traditionnellement le week-end du 8 mai, un village de course est installé sur les quais du port de La Trinité-sur-Mer.

## Participants
La particularité de cette manifestation est d'accueillir aussi bien des skippers professionnels, des régatiers que des plaisanciers n'ayant pas pour habitude de participer à des courses.
Le Tour de Belle-Île a réuni 5 bateaux inscrits en 1953, 15 en 1954, 124 en 2008, 280 en 2009, 330 en 2010, 486 en 2011 et 502 en 2012, devenant en quatre ans la première course de voile de France en nombre de voiliers participants, devant le Spi Ouest-France et les Voiles de Saint-Tropez.
L'année 2014 est l'édition record avec le nombre de 517 inscrits.
| Année | Date      | Édition       | Nbre d'inscrits | Classés | Références |
| ----- | --------- | ------------- | --------------- | ------- | ---------- |
| 1953  | 4 juillet |               | 5               |         | [ 10 ]     |
| 1954  | 18 août   |               | 15              | 14      | ,          |
| 2008  | 10 mai    | 1re réédition | 124             | 91      | [ 7 ]      |
| 2009  | 9 mai     | 2e            | 280             | 134     | [ 7 ]      |
| 2010  | 8 mai     | 3e            | 330             | 310     | [ 7 ]      |
| 2011  | 7 mai     | 4e            | 486             | 370     | [ 7 ]      |
| 2012  | 28 avril  | 5e            | 502             |         | [ 7 ]      |
| 2013  | 3 mai     | 6e            | 476             | 421     | [ 12 ]     |
| 2014  | 10 mai    | 7e            | 517             | 274     | [ 9 ]      |
| 2015  | 9 mai     | 8e            | 471             |         | [ 13 ]     |
| 2017  | 30 avril  | 9e            | 440             |         | [ 14 ]     |
| 2018  | 2 juin    | 10e           | 400             |         | [ 15 ]     |
| 2019  | 17 mai    | 11e           | 365             |         | [ 16 ]     |
| 2024  | 4 mai     | 12e           | 208             | 207     | [ 6 ]      |
| 2025  | 10 mai    | 13e           | 325             | 195     | [ 2 ]      |

## Palmarès
Les skippers Sébastien Josse et Alain Gautier totalisent trois victoires chacun.
| Année | Skipper             | Nationalité | Bateau                      | Temps           | Références |
| ----- | ------------------- | ----------- | --------------------------- | --------------- | ---------- |
| 1954  | M. Le Bec           | France      | Corrida                     | 6 h 19 min 24 s | [ 11 ]     |
| 2008  | Anne Caseneuve      | France      | croisières Anne Caseneuve   | 6 h 48 min 24 s | ,          |
| 2009  | Francis Joyon       | France      | IDEC                        | 8 h 34 min 19 s | [ 19 ]     |
| 2010  | Yves Le Blevec      | France      | Actual                      | 3 h 24 min 52 s | [ 20 ]     |
| 2011  | Sébastien Josse (1) | France      | Gitana 11                   | 2 h 42 min 00 s | [ 21 ]     |
| 2012  | Sébastien Josse (2) | France      | Gitana XV                   | 4 h 48 min 10 s | [ 22 ]     |
| 2013  | Yann Guichard       | France      | Spindrift 2                 | 3 h 50 min 31 s | [ 23 ]     |
| 2014  | Alain Gautier (1)   | France      | Sensation Océan             | 2 h 09 min 09 s | [ 24 ]     |
| 2015  | Sébastien Josse (3) | France      | Spindrift Racing - Multi 70 | 2 h 24 min 45 s | [ 25 ]     |
| 2017  | Alain Gautier (2)   | France      | Sensation Océan             | 2 h 29 min 46 s | [ 26 ]     |
| 2018  | Mayeul Riffet       | France      | Sensation Océan             | 3 h 09 min 29 s | [ 27 ]     |
| 2019  | Alain Gautier (3)   | France      | Sensation Océan             | 4 h 53 min 44 s | [ 28 ]     |
| 2024  | Anthony Marchand    | France      | Actual                      | 1 h 38 min 18 s | [ 6 ]      |
| 2025  | Armel Le Cléac'h    | France      | Banque populaire XI         | 3 h 13 min 40 s | [ 2 ]      |

### Prix Michel Malinovsky
En 2011, l'organisation met en place un prix spécial, le Prix Michel Malinovsky, afin de récompenser le premier monocoque franchissant la ligne d'arrivée. Le trophée porte ce nom en hommage au navigateur Michel Malinovsky, disparu en août 2010 et rendu célèbre par l'arrivée de la première Route du Rhum en 1978 où il finit deuxième sur son monocoque Kriter V, 98 secondes après Mike Birch qui courait sur Olympus Photo, un petit trimaran jaune.
| Année | Skipper            | Nationalité | Bateau            | Temps           | Références |
| ----- | ------------------ | ----------- | ----------------- | --------------- | ---------- |
| 2011  | Franck Cammas      | France      | Groupama 70       | 3 h 23 min 14 s | [ 29 ]     |
| 2012  | Stéphane Névé      | France      | Paprec Recyclage  | 6 h 27 min 20 s | [ 30 ]     |
| 2013  | Stéphane Névé      | France      | Paprec Recyclage  | 4 h 16 min 23 s | [ 30 ]     |
| 2014  | Armel Tripon       | France      | Imagine           | 3 h 53 min 18 s | [ 9 ]      |
| 2015  | Paul Meilhat       | France      | SMA               | 4 h 07 min 55 s | [ 31 ]     |
| 2017  | Charles Caudrelier | France      | Donfeng Race Team | 3 h 44 min 36 s | [ 32 ]     |
| 2018  | Samantha Davies    | Royaume-Uni | Initiatives-Cœur  | 7 h 12 min 13 s | [ 33 ]     |
| 2019  | Romain Attanasio   | France      | Pure              | 6 h 38 min 29 s | [ 33 ]     |

### Édition 2025
L'épreuve s'est déroulée le 10 mai 2025 avec 325 bateaux inscrits, et les classements suivants :
Grand Tour (137 classés sur 250 inscrits)
- Classe libre (25 classés sur 58 inscrits) :

1. Armel Le Cléac'h sur Ultime Banque populaire XI en 3 h 13 min 40 s
2. Erwan Le Draoulec sur Ocean Fifty Lazare en 3 h 25 min 32 s
3. Alain Gautier sur trimaran ORMA Sensation Ocean en 3 h 28 min 50 s
4. Anthony Marchand sur Ultime Actual en 3 h 29 min 27 s
5. Anne-Claire Le Berre sur Ocean Fifty Upwind by MerConcept en 3 h 35 min 19 s

- IRC1 (17 classés sur 18 inscrits) :

1. Nicolas Groleau sur Mach 45 BT Blue en 6 h 42 min 28 s compensé
2. Geoffrey Mataczynski sur J133 Team Impact Océan en 6 h 48 min 29 s compensé
3. Ludovic Gérard sur JPK 1050 Solenn for Pure Ocean en 6 h 50 min 14 s compensé

- IRC2 (12 classés sur 17 inscrits) :

1. Didier Le Moal sur J99 J Lance en 6 h 45 min 51 s compensé
2. Rémi Vidor sur First 40.7 www.capaulargemorbihan.fr en 6 h 59 min 54 s compensé
3. Alexandre Noel sur JPK 1030 Fondation Arthritis en 7 h 0 min 13 s compensé

- Orisis A (27 classés sur 34 inscrits) :

1. Samuel Blevin sur J 109 OD Joke en 6 h 13 min 51 s compensé
2. Serge Barrere sur Frers 44 Amanjiwo en 6 h 24 min 41 s compensé
3. Jean-Marie Patier sur J 112 E Joie des Iles en 4 h 54 min 15 s compensé

- Orisis B (11 classés sur 16 inscrits) :

1. Laurent Brelivet sur X 34 STD Paradoxe en 6 h 55 min 7 s compensé
2. Gérard Touren sur JPK 960 Lily La Tigresse en 7 h 16 min 26 s compensé
3. Pierre Bigot sur Sun Fast 3200 Pencoat en 7 h 20 min 16 s compensé

- Orisis C (2 classés sur 15 inscrits) :

1. Hugues Destremau sur Sigma 33 OOD Oloe en 7 h 59 min 57 s compensé
2. Philippe Montigny sur Sun Fast 32 GT Crescendo en 9 h 51 min 25 s compensé

- Multi 2000 (8 classés sur 8 inscrits) :

1. Hervé Drogou sur TF10 Dr. Jones en 6 h 15 min 30 s compensé
2. Marc Guillemot sur catamaran Metarom MG5 en 6 h 30 min 37 s compensé
3. Marc Frouin sur TF10 Krabanou en 6 h 35 min 39 s compensé

- First 31.7 (6 classés sur 21 inscrits) :

1. Philippe Delhumeau sur Bonne Nouvelle en 8 h 36 min 12 s
2. Laurent Labaeye sur Petite Ourse en 10 h 0 min 2 s
3. Bertrand Albe sur Alhea en 10 h 9 min 54 s

- Grand Surprise (14 classés sur 15 inscrits) :

1. Frédéric Conti sur YDH Dream Team en 7 h 11 min 56 s
2. Lionel Cazali sur Lascar en 7 h 15 min 4 s
3. Jean Tieleman Conti sur Gargarisme en 7 h 28 min 46 s

- Classe libre mono (15 classés sur 48 inscrits) :

1. Thomas Lurton sur Pogo S2 Ta Victoire en 5 h 57 min 39 s
2. Christophe Rateau sur Class40 Gustave Roussy en 6 h 0 min 10 s
3. Michel. Serrazin sur Keenex380 Adonnante en 6 h 19 min 57 s

Petit Tour (58 classés sur 75 inscrits)
- Classe libre (26 classés sur 38 inscrits) :

1. Hugo Lauras sur Open 7.50 Flying doctor en 4 h 52 min 40 s
2. Daniel Poisson sur Open 7.50 Open your eyes en 4 h 58 min 30 s
3. Manuel Guedon sur Mach 6.50 West paysages en 5 h 6 min 10 s
4. Jean-Luc Seguin sur Frers 45 Ad Hoc en 5 h 12 min 37 s
5. Thierry Verneuil sur 8 M Ji Enchantement IV en 5 h 20 min 0 s

- Orisis D (15 classés sur 18 inscrits) :

1. Sébastien de Rose sur First 31.7 Félicita en 4 h 41 min 7 s compensé
2. Gildas Le Barazer sur X 302 mk2 Frasquita en 4 h 45 min 9 s compensé
3. Pierre-Henri Amalric sur Figaro 2 Papa au Rhum en 4 h 54 min 15 s compensé

- Orisis E (11 classés sur 13 inscrits) :

1. Guy Pronier sur Quarter Pinguin Playboy en 4 h 53 min 21 s compensé
2. Loic Begue sur Bente 24 Chantier du Redo en 4 h 55 min 34 s compensé
3. Yvon Furet First 27.7 Q Naya en 5 h 36 min 50 s compensé

- Grand Surprise (6 classés sur 6 inscrits) :

1. Nicolas Leviel sur Boit sans Soif en 5 h 10 min 28 s
2. Mathilde Conan sur Electron en 5 h 16 min 24 s
3. Patrick Paris sur Zèbre en 5 h 31 min 55 s